# CIT集團
CIT集團股份有限公司，簡稱CIT集團股份，以及CIT集團（英語：CIT Group Inc.，原NYSE：CIT），屬於美國主要銀行控股公司，在1908年由Henry Ittleson於美國密蘇里州聖路易斯創立，當時名為「商業信貸投資公司」（Commercial Credit and Investment Company）。目前为第一公民银行子公司。

## 历史
其後在1915年，更名為「商業投資信託公司」（Commercial Investment and Trust Company），同時搬遷至紐約市為主要總部，1924年，首次在紐約證券交易所上市，1948年10月27日，Henry Ittleson去世，終年77歲。
1959年，公司搬遷至曼克頓麥迪遜大道大樓。60年代，受越戰影響，公司也不得不改變策略，1969年，開始進軍汽車、房產信託等。1979年，受銀行法規影響，出售北美國民銀行。1980年，被美國收音機公司收購。1982年，出售曼迪遜大道大樓，以及搬遷至新澤西州。
1984年，被漢華爾信託（摩根大通前身）全面收購。1989年，第一勸業銀行（瑞穗實業銀行前身）收購該公司60%股權，其後出售和再分拆上市。1999年，收購位於多倫多的紐康特信貨公司，總代價為40億美元。
2001年6月，被泰科國際股份有限公司全面收購，更名為「泰科資本股份有限公司」。2002年，更回原本名稱、出售、再次上市，以及搬回紐約市。2009年，CIT以按照美國法規第十一章申請破產保護，原因是受到嚴重財務問題，而資產總額為710億美元，債務總額達到649億美元。
2004年1月1日，美國滙豐銀行宣布出售貼現服務（與貿易相關的銀行業務）予CIT，作價及協議條款未有透露。不過，據滙豐提交予美國證監會的文件顯示，未計算承擔債務前，有關服務資產值約為10億美元（78億港元），淨資產則約為2.7億美元（約21.06億元）。
與此進行大規模改革，2010年春天，CIT委任彼德·杜賓等7名獨立董事，同年夏天，CIT委任美林前首席執行官約翰·塞恩為主要首席執行官。
2020 年 10 月 16 日，第一公民银行宣布即將收購CIT集团，2022年1月收购完成。

## 連結
- cit.com（页面存档备份，存于）